# ミュージックシネマズジャパン
株式会社ミュージックシネマズジャパン（Music Cinemas Japan）は、かつて東京都千代田区に本社を置いていた日本の芸能プロダクション。
複数の芸能企業でグループ会社を形成して全国に拠点を置き、劇場用商業映画製作、音楽流通、テレビ制作を行っていた。メジャーアーティストのトラック制作、劇場用商業映画の企画製作及び配給事業を行っていた。2002年4月設立、2012年7月閉鎖。

## 事業部構成
- メディアコンテンツ開発事業部
- 芸能プロダクション事業部
- 企画営業部１～３課
- 宣伝配給事業部
- 広報パブリシティ事業部
- 法務部